# Слока (станция)
Сло́ка (латыш. Sloka) — железнодорожная станция в Юрмале на электрифицированной железнодорожной линии Торнякалнс — Тукумс II, ранее являвшейся частью Риго-Орловской железной дороги.

## История
Железнодорожная станция Шлок была открыта в 1877 году одной из первых на новой железнодорожной линии, связавшей Ригу с побережьем Рижского залива.
К моменту появления железнодорожного сообщения, населённый пункт Шлок имел статус города. Вокруг него сгруппировались рыбацкие посёлки. Первыми пассажирами стали местные жители, крестьяне и рыбаки из Бранки и Павасариса.
На рубеже XIX—XX веков были построены крупные производства — бумажная и цементная фабрика. В 1906 году были проложены подъездные пути и обе фабрики могли осуществлять поставки своей продукции в центральные губернии России.
Для обслуживания проложенного в 1911 году второго станционного пути и разросшихся подъездных ответвлений техническими работниками дороги был обустроен пост стрелочной централизации. Типовое для тех лет деревянное здание вокзала, пережив две мировые войны, сохранилось до наших дней.
Нынешнее название станция носит с 1919 года.
В конце 2015 — начале 2016 гг. проведена реконструкция станции (Замена перронов на средние, высотой 550 мм над головкой рельса, установка информационных табло и видеонаблюдения).

## Галерея

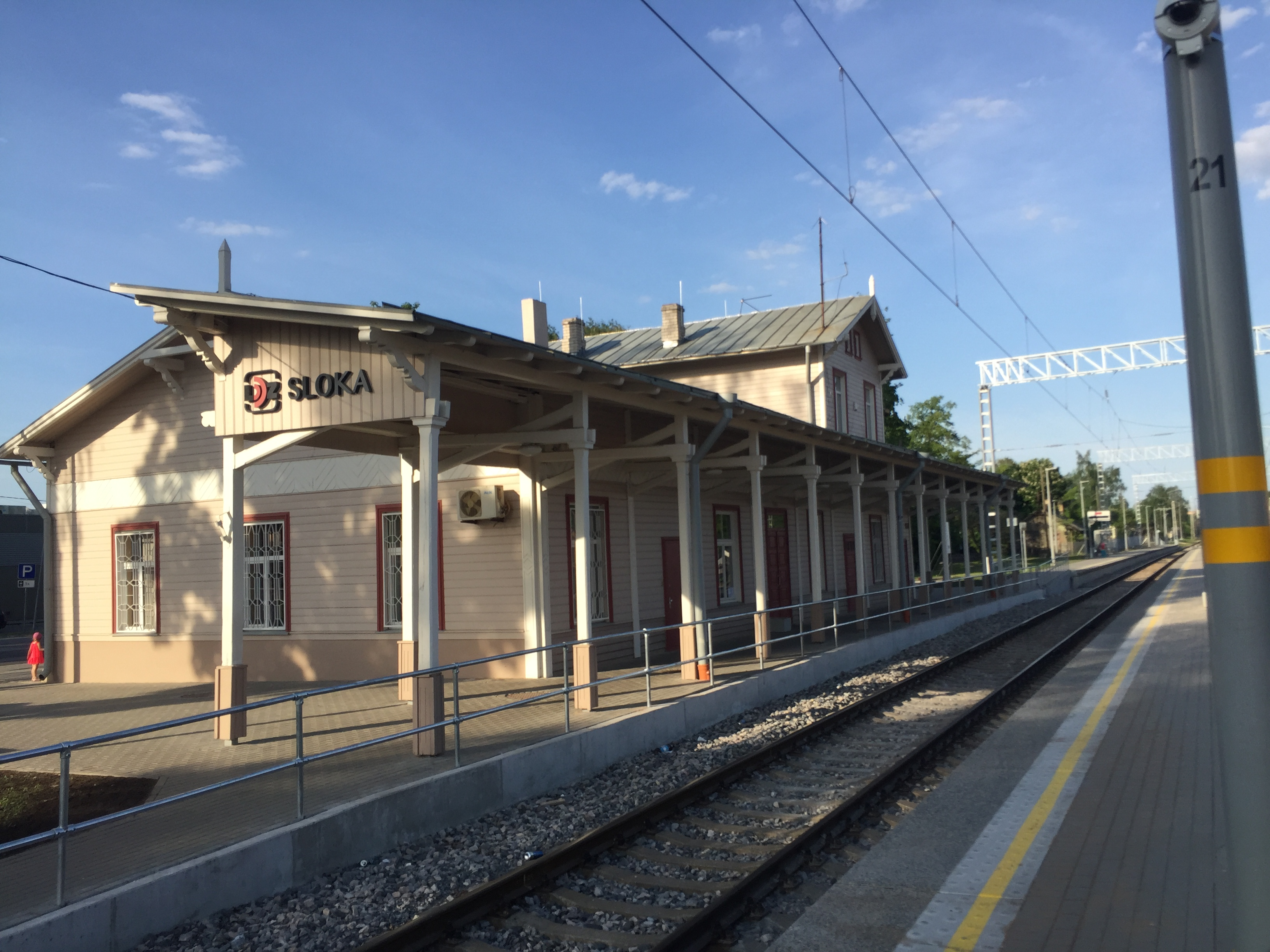
Пассажирское здание
Вид со стороны Кудры (май 2016 г.)
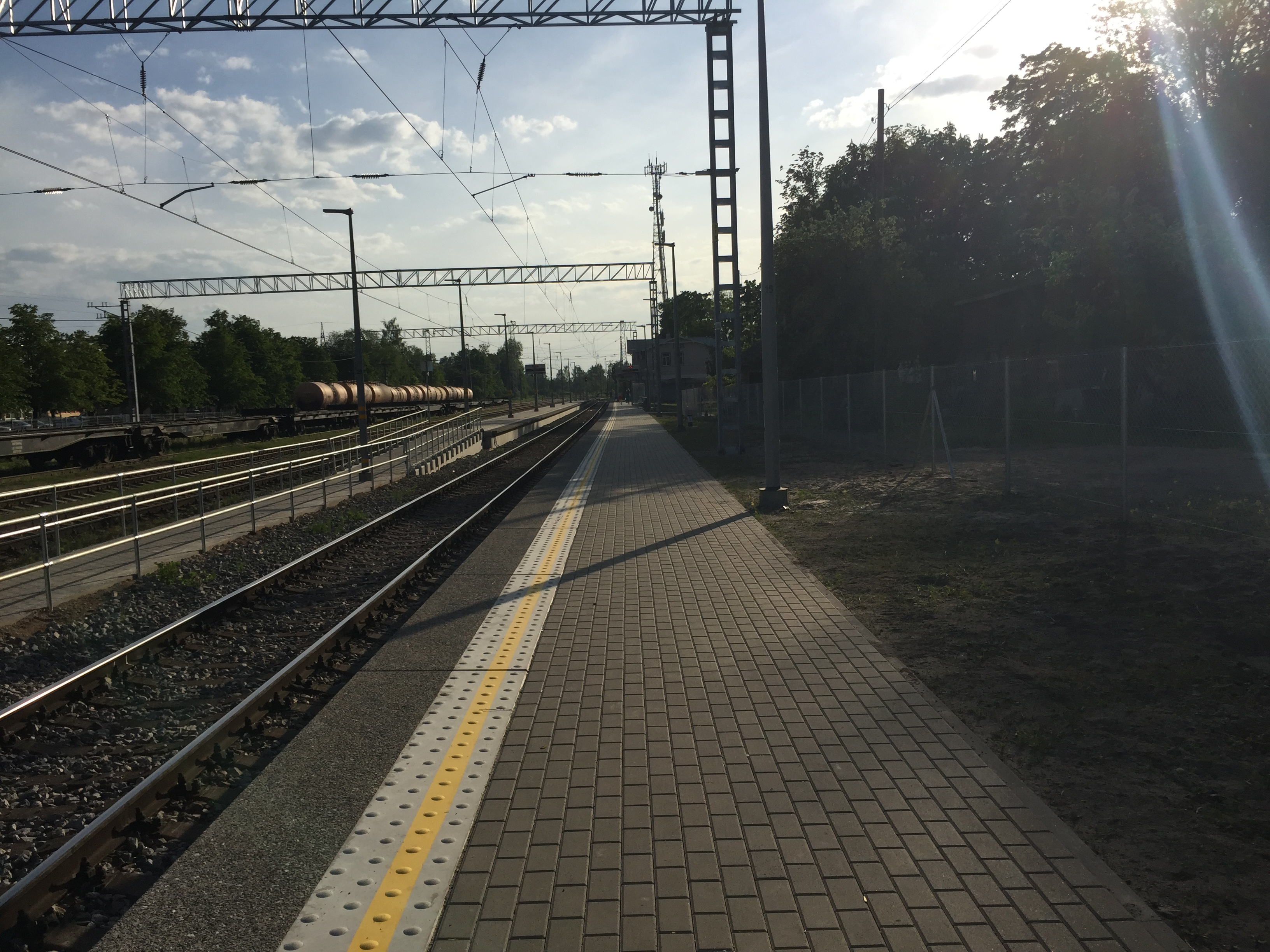
Платформа станции (вид в направлении Тукумса)
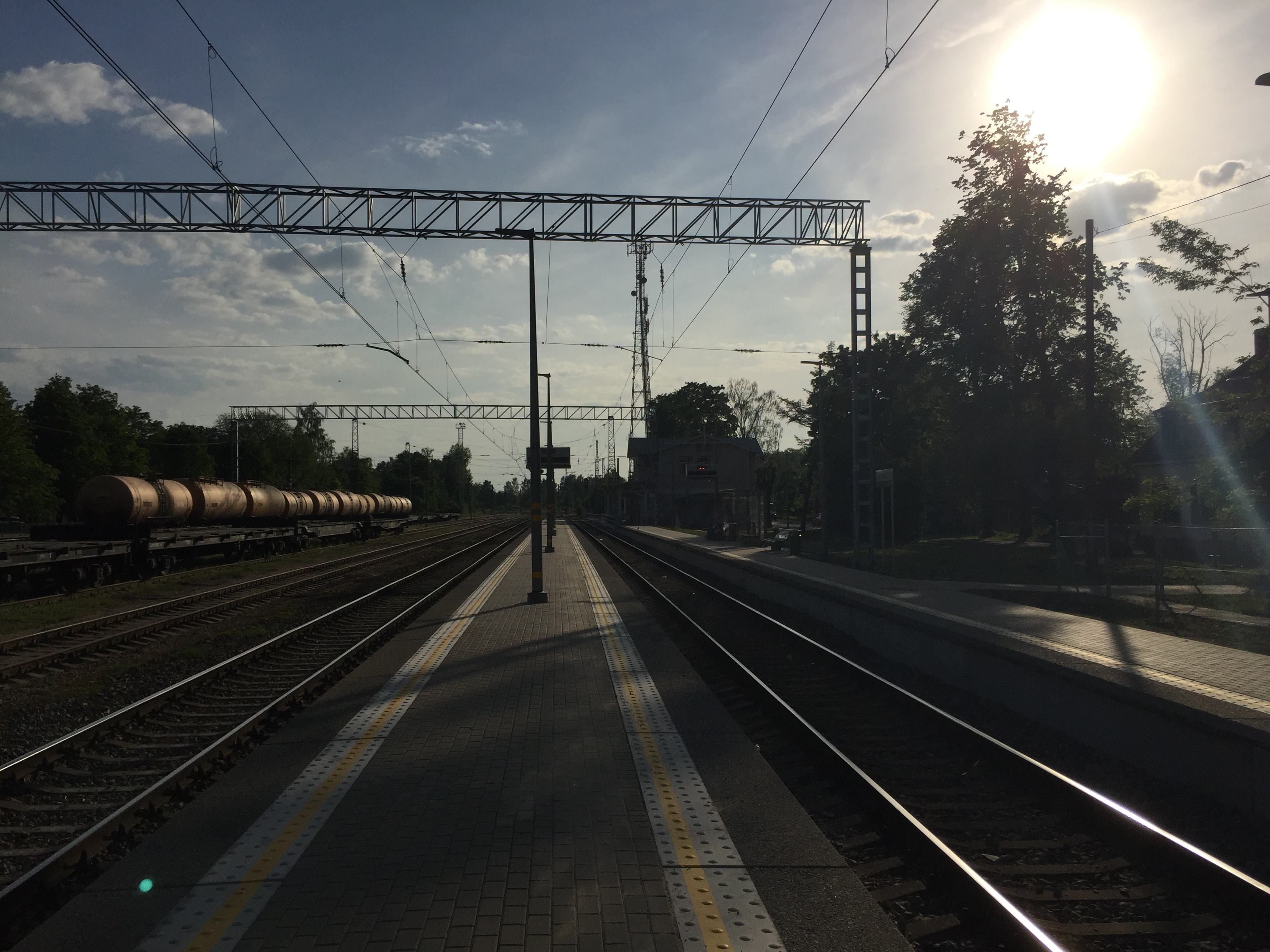
Платформа станции (вид в сторону Тукумса)